# La Sărătura
La Sărătura este o arie protejată (sit de importanță comunitară — SCI) din România întinsă pe o suprafață de 18 ha, integral pe uscat.

## Localizare
Centrul sitului La Sărătura este situat la coordonatele 47°11′19″N 24°21′32″E / 47.188581°N 24.358775°E.

## Înființare
Situl La Sărătura (ROSCI0095) a fost declarat sit de importanță comunitară în decembrie 2007 pentru a proteja 5 specii de animale.

## Biodiversitate
Situată în ecoregiunea continentală, aria protejată conține 1 habitat natural: Stepe și mlaștini sărate panonice.
La baza desemnării sitului se află mai multe specii protejate:
- amfibieni (2): izvoraș-cu-burta-galbenă (Bombina variegata), triton cu creastă (Triturus cristatus)
- nevertebrate (3): Catopta thrips, fluturele de noapte (Eriogaster catax), fluturele purpuriu (Lycaena dispar)

Pe lângă speciile protejate, pe teritoriul sitului au mai fost identificate 15 specii de plante, 1 specie de amfibieni, 3 specii de nevertebrate, 2 specii de reptile.